# Lampocteis cruentiventer
Lampocteis cruentiventer är en kammanetart som beskrevs av Harbison, Matsumoto och Robison 2001. Lampocteis cruentiventer ingår i släktet Lampocteis och familjen Lampoctenidae. Inga underarter finns listade i Catalogue of Life.